# Ólafur Stefánsson
Ólafur Indriði Stefánsson (* 3. Juli 1973 in Reykjavík) ist ein isländischer Handballtrainer und ein ehemaliger Handballspieler, der für die isländische Nationalmannschaft auflief. Der Linkshänder spielte meist im rechten Rückraum. Er gilt in Island als „lebende Legende“ und ist Träger des isländischen Großritterkreuzes. Seit 2023 ist er Mitglied der Hall of Fame der Europäischen Handballföderation.

## Spielerlaufbahn

### Vereine

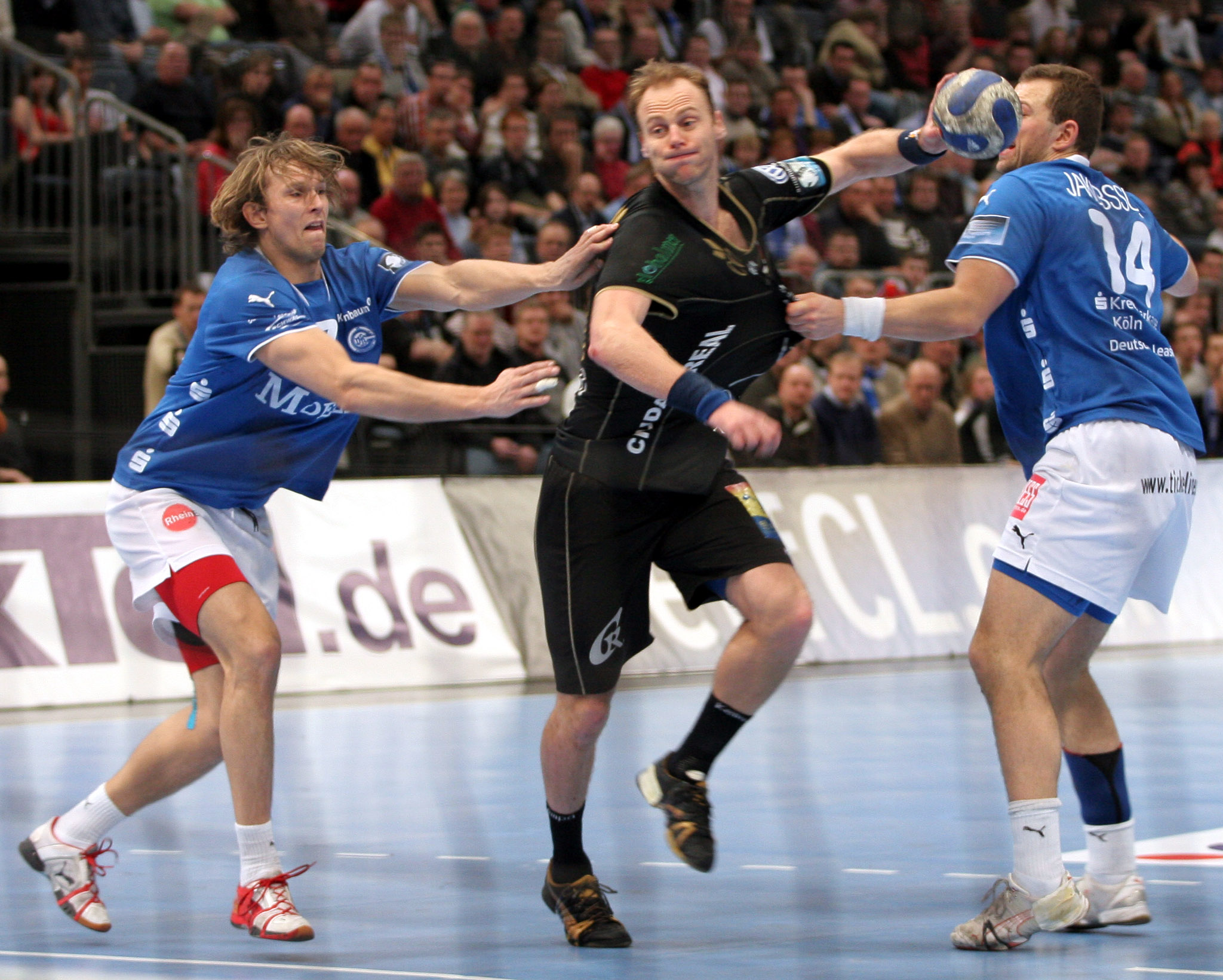
Ólafur Stefánsson in einem Champions-League-Spiel gegen den VfL Gummersbach

Nachdem Ólafur mit Valur Reykjavík dreimal isländischer Meister wurde, wechselte er 1996 zum deutschen Zweitligisten LTV Wuppertal, mit dem er in der ersten Saison den Aufstieg in die 1. Bundesliga schaffte. Nach einer weiteren Saison wechselte er 1998 zum Ligarivalen SC Magdeburg, bei dem er bis 2003 spielte. Mit Magdeburg gewann Ólafur Stefansson mehrere Titel, wobei der größte Erfolg der Gewinn der EHF Champions League 2002 war. Nach seinem Wechsel zu BM Ciudad Real wurde Ólafur in die Magdeburger Hall-of-Fame aufgenommen.
Von 2003 bis 2009 spielte er für BM Ciudad Real und gewann mit diesem Verein die Champions League 2006, 2008 und 2009. In der Saison 2007/08 wurde er mit 96 Treffern gemeinsam mit Kiril Lazarov Torschützenkönig. Stefansson ist mit 68 Treffern zudem der erfolgreichste Finaltorschütze in der Geschichte der Champions League.
Zur Saison 2009/10 wechselte Ólafur zum deutschen Handballklub Rhein-Neckar Löwen. Nach zwei Spielzeiten bei den Löwen ging er zum dänischen Verein AG København. Ab dem 1. Januar 2013 spielte Ólafur Stefánsson in Katar beim Verein Lekhwiya Sports Club in der Hauptstadt Doha. Mit Lekhwiya gewann er 2013 die Meisterschaft. Anschließend beendete er seine Karriere. Im März 2015 gab er beim dänischen Erstligisten KIF Kolding in der EHF Champions League sein Comeback.

### Nationalmannschaft
In der isländischen Nationalmannschaft bestritt Ólafur 330 Länderspiele, in denen er 1570 Tore warf. Am 7. Juni 2014 wurde er von Guðjón Valur Sigurðsson als isländischer Rekordtorschütze übertroffen. Bei der Handball-Europameisterschaft 2002 in Schweden wurde er Torschützenkönig.
Bei den Olympischen Spielen 2008 in Peking führte er seine Mannschaft zum größten Erfolg in der isländischen Sportgeschichte, der Silbermedaille. Dafür wurde er am 27. August vom Staatspräsidenten mit dem Großritterkreuz geehrt, seine Mannschaftskollegen erhielten das Ritterkreuz. Im Sommer 2012 nahm er erneut an den Olympischen Spielen in London teil. Nach dem Aus im Viertelfinale beendete er seine Länderspielkarriere. Als Island in der Vorbereitung zur WM 2013 einige Ausfälle im rechten Rückraum zu beklagen hatte, ließ sich Ólafur Stefánsson zum Comeback überreden. Nachdem eine alte Knieverletzung ausbrach, musste er ebenfalls seine Teilnahme an der WM absagen.

### Bundesligabilanz
| Saison    | Verein                | Spielklasse | Spiele | Tore | 7-Meter | Feldtore |
| --------- | --------------------- | ----------- | ------ | ---- | ------- | -------- |
| 1997–1998 | HSG LTV/WSV Wuppertal | Bundesliga  | 28     | 139  | 34      | 105      |
| 1998–2003 | SC Magdeburg          | Bundesliga  | 164    | 897  | 250     | 647      |
| 2009–2010 | Rhein-Neckar Löwen    | Bundesliga  | 32     | 110  | 40      | 70       |
| 2010–2011 | Rhein-Neckar Löwen    | Bundesliga  | 33     | 99   | 11      | 88       |
| 1996–2011 | Bundesliga            | gesamt      | 257    | 1245 | 335     | 910      |

## Trainerlaufbahn
Ólafur Stefánsson trainierte in der Saison 2013/14 den isländischen Erstligisten Valur Reykjavík. Ab April 2015 war er als Co-Trainer der isländischen Nationalmannschaft tätig. In der Saison 2019/20 war er als Nachwuchstrainer bei Valur Reykjavík tätig.
Ólafur Stefánsson gehörte zwischen März 2022 und August 2023 dem Trainerteam des deutschen Bundesligisten HC Erlangen als Co-Trainer an. Im November 2023 wurde er Nachfolger von Stephan Just als Trainer des deutschen Zweitligisten EHV Aue. Nach der Saison 2023/24 verließ er Aue.

## Sonstiges
Sein Sohn Einar Þorsteinn Ólafsson spielt ebenfalls Handball. Sein Bruder Jón Arnór Stefánsson spielte für die isländische Basketballnationalmannschaft.

## Erfolge

### Valur Reykjavík
- Isländischer Meister: 1993, 1994, 1995

### SC Magdeburg
- Deutscher Meister: 2001
- Supercupgewinner: 2001
- Champions League: 2002
- EHF-Pokalsieger: 1999, 2001
- Vereins-Europameister: 2001, 2002

### BM Ciudad Real
- Spanischer Meister: 2004, 2007, 2008, 2009
- Copa del Rey: 2008
- Copa ASOBAL: 2004, 2005, 2006, 2007, 2008
- Spanischer Supercup: 2005, 2008
- Champions League: 2006, 2008, 2009
- Vereins-Europameister: 2005, 2006
- Super Globe: 2007

### AG København
- Dänischer Meister: 2012

### Lekhwiya Sports Club Doha
- Katarischer Meister 2013

### Nationalmannschaft
- 5. Platz bei der Weltmeisterschaft 1997
- 4. Platz bei der Europameisterschaft 2002
- Silber bei den Olympischen Spielen 2008
- Bronze bei der Europameisterschaft 2010
- All-Star-Team: EM 2002, OS 2004, EM 2006, OS 2008, EM 2010